# Schrabatz
Schrabatz gehörte zur Gemeinde Tausendblum, die 1972 an Neulengbach angeschlossen wurde und war bis 2019 eine Ortschaft in der Stadtgemeinde Neulengbach in Niederösterreich. Um 1820 bestand Schrabatz aus 4 Bauernhöfen, um 1870 aus 5 (Schrabatzstraße 11 – 14).

## Geografie
Die Rotte liegt westlich von Neulengbach auf dem Nordhang einer Anhöhe zwischen dem Dambach und dem Seebach und bildet heute ein zusammenhängendes Wohngebiet mit Schönfeld. Auf diesem flachen Höhenrücken hat vielfach eine starke Verwischung des Untergrundes durch Flyschlehm stattgefunden. So wurde in einer kleinen Sandgrube unterhalb von Schrabatz, westlich von Laa an der Tulln, über gelbem Melker Sand eine Bedeckung von 80 cm rotem Flyschlehm beobachtet.

## Etymologie
Urkundlich erwähnt 1438 als Strayparz, 1446 Schrotparz, 1515/25 Schraipacz, 1555 Schraitparz, 1591 Schrapatz. Als ursprüngliche Bedeutung ist ausgedehnter Hügel anzunehmen.

## Geschichte
Laut Adressbuch von Österreich war im Jahr 1938 in Schrabatz eine Hebamme ansässig.